# Tulare (Califórnia)
Tulare é uma cidade localizada no estado americano da Califórnia, no condado de Tulare. Foi incorporada em 5 de abril de 1888.

## Geografia
De acordo com o United States Census Bureau, a cidade tem uma área de 54,4 km², onde 54,2 km² estão cobertos por terra e 0,2 km² por água.

### Localidades na vizinhança
O diagrama seguinte representa as localidades num raio de 24 km ao redor de Tulare.

## Demografia
Segundo o censo nacional de 2010, a sua população é de 59 278 habitantes e sua densidade populacional é de 1 093,52 hab/km². Possui 18 863 residências, que resulta em uma densidade de 347,97 residências/km².